# Sevardus Olai Rinman
Sevardus Olai Rinman, född 1633 i Rinna församling, Östergötland, död 1712 i Ekeby församling, Östergötlands län, var en svensk präst i Ekeby församling. 

## Biografi
Sevardus Olai Rinman föddes 1633 i Rinna socken. Han var son till komministern Olavus Erici Ahrenius och Brita. Rinman blev 1661 student vid Uppsala universitet och 1662 i Wittenberg. Han blev filosofie magister i Wittenberg 1662 och student vid Lunds universitet 1668. Rinbman prästvigdes 23 mars 1673 och blev samma år kyrkoherde i Ekeby församling. Han blev 1700 kontraktsprost i Göstrings kontrakt. Rinman avled 1712 i Ekeby socken.

### Familj
Rinman gifte sig 1673 med Anna Hillman. Hon var dotter till häradsfogden Hillman i Östra Tollstads socken. Hon hade tidigare varit gift med kyrkoherden Ragvaldus Jonæ Steuchman i Ekeby socken. Rinman och Hillman fick tillsammans barnen Brita Rinman, Anders Rinman, Gabriel Rinman och lanträntmästaren Gustaf Rinman (1680–1749).